# فرنسوا تافيناس
فرنسوا تافيناس (بالفرنسية: François Tavenas)‏ (و. 1942 – 2004 م) هو مهندس، وعالم، وأستاذ جامعي من فرنسا، وكندا، ولد في بور-دو-بياج ‏، توفي في مدينة لوكسمبورغ، عن عمر يناهز 62 عاماً.

## مناصب
تولى منصب عميد جامعة لافال ‏ 1997–2002
.

## التعليم
تعلم في المعهد الوطني للعلوم التطبيقية بليون، وتعلم في جامعة غرونوبل ‏
.

## جوائز
حصل على جوائز منها:
- نيشان كيبيك الوطني من رتبة ضابط في 2004[4]
- صليب وسام استحقاق جمهورية ألمانيا الاتحادية من رتبة قائد
- Fellow of the Engineering Institute of Canada ‏